# Eryngium haenkei
Eryngium haenkei är en växtart i släktet martornar och familjen flockblommiga växter.
Arten är en perenn ört som förekommer i centrala och sydvästra Mexiko. Den beskrevs av Karel Bořivoj Presl och Augustin Pyrame de Candolle 1830.